# Zapotlanejo
Zapotlanejo là một đô thị thuộc bang Jalisco, México. Năm 2005, dân số của đô thị này là 55827 người.